# كريستين جونسون (مخرجة)
كريستين جونسون (بالإنجليزية: Kirsten Johnson)‏ هي مصورة سينمائية ومخرجة أمريكية، ولدت في 17 مارس 1965.

## وصلات خارجية
- كيرستن جونسون على موقع IMDb (الإنجليزية)
- كيرستن جونسون على موقع ألو سيني (الفرنسية)
- كيرستن جونسون على موقع أول موفي (الإنجليزية)
- كيرستن جونسون على موقع قاعدة بيانات الأفلام السويدية (السويدية)
- كيرستن جونسون على موقع قاعدة بيانات الفيلم (الإنجليزية)
- كيرستن جونسون على موقع كينوبويسك (الروسية)